# Pieter Calandlaan

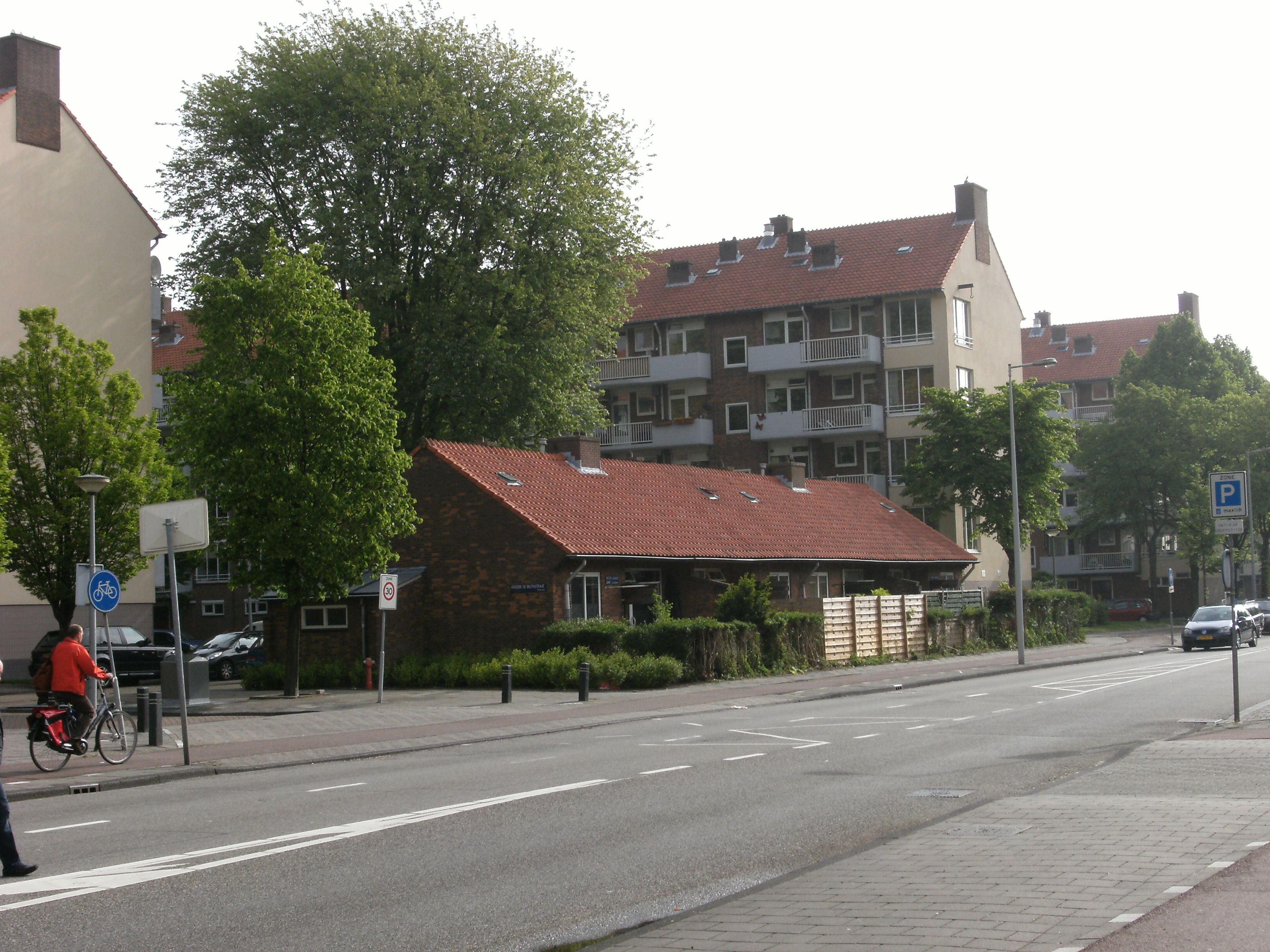
De Calandlaan in Slotervaart

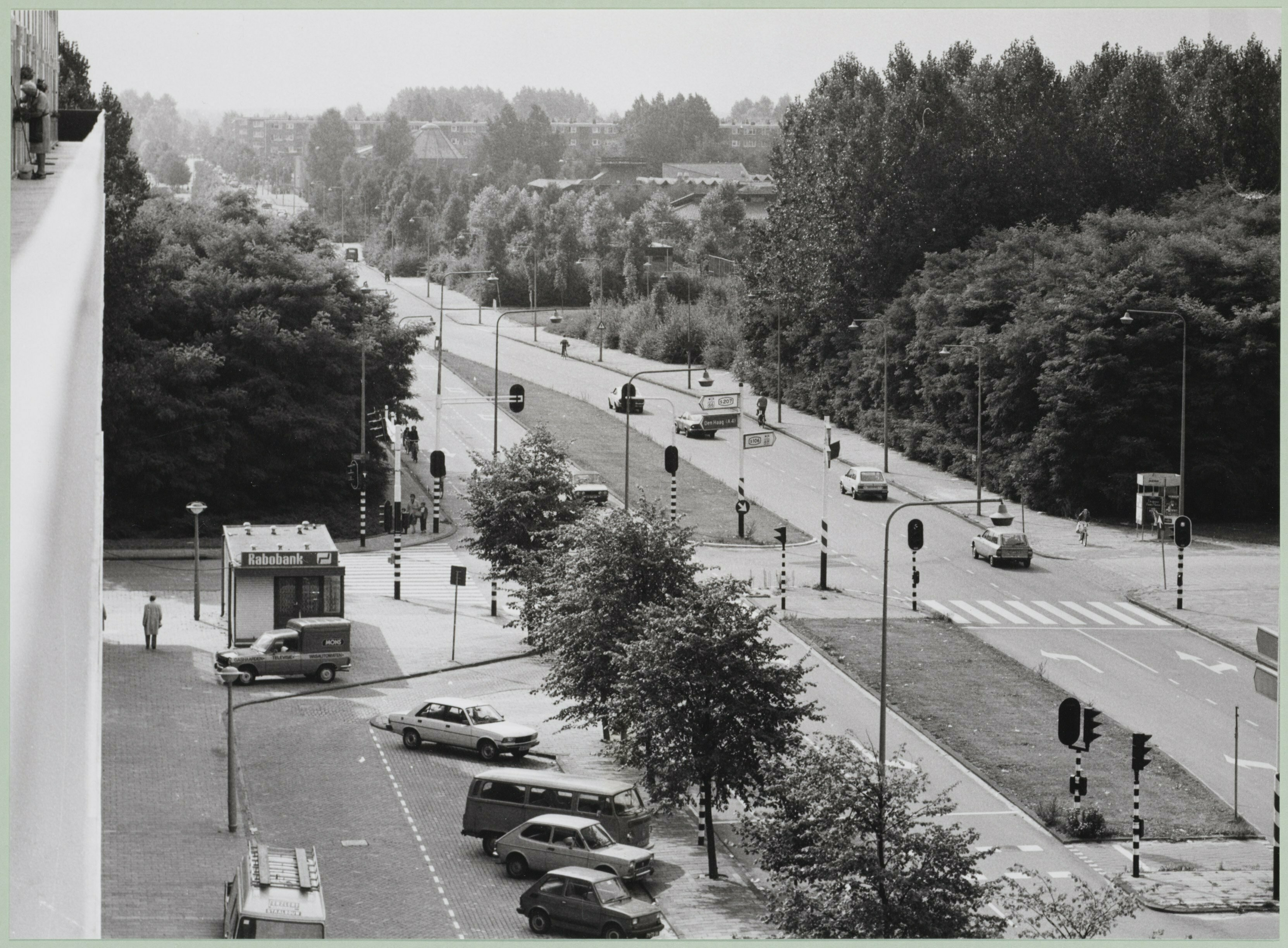
Kruising met het talud van de nooit gerealiseerde Geer Ban 1981

De Pieter Calandlaan is een straat in Amsterdam Nieuw-West. 

## Geschiedenis en ligging
De straat is in 1955 vernoemd naar de waterstaatsingenieur Pieter Caland (1826-1902), die vooral bekend is geworden met de aanleg van de Nieuwe Waterweg tussen Rotterdam en Hoek van Holland (1866-1872).
De straat loopt van oost naar west en ligt in het verlengde van de Schipluidenlaan en begint bij het Cornelis Lelyplein, het voorplein van Station Lelylaan nabij de dijk van de Ringspoorbaan in Slotervaart. Enkele kleine zijstraten aan de noordzijde dragen ook de naam Pieter Calandlaan maar enkele andere weer niet. De straat loopt verder door Slotervaart en loopt door in de wijk Osdorp. Het tracé van het nooit gerealiseerde hooggelegen Geer Ban, waarvan de dijk al was aangelegd, werd in de jaren tachtig afgegraven en op het vrijkomende tracé werden woningen gebouwd. De straat kreeg hier echter aan de zuidzijde de naam "Pieter Calandplantsoen", dit omdat er onvoldoende huisnummers beschikbaar waren binnen de oorspronkelijke huisnummering.
De straat wordt gekruist door onder meer de Johan Huizingalaan, Louis Bouwmeesterstraat, Meer en Vaart, Koos Vorrinkweg en Baden Powellweg. Sinds de jaren negentig is de straat verlengd naar de nieuwe wijk De Aker en loopt na de Baden Powellweg verder door naar het Ecuplein. Op de kruising met de Baden Powellweg werd in 2006 het beeld Zwerm van Paul Vendel geplaatst.
Aan de Pieter Calandlaan bevindt zich sinds 2004 het stadsdeelkantoor van het voormalige Slotervaart, sinds mei 2010 het stadsdeelkantoor van Nieuw-West. Ook bevindt zich een openbare bibliotheek aan de straat, bij het winkelcentrum Sierplein. Tussen de spoorbaan en de Johan Huizingalaan bevinden zich aan de zuidzijde winkels evenals aan de noordzijde bij Meer en Vaart waar zich een pleintje bevindt en aan de noordzijde op het laatste gedeelte. 
In het Osdorpse deel liggen het Calandlyceum (van 1976-1987 Osdorper Schoolgemeenschap) met een sporthal, een katholieke kerk, de Pauluskerk, aan de Calandlaan. Nabij Meer en Vaart zijn onder de maisonetteflat winkels en ook tussen de Koos Vorrinkweg en de Baden Powellweg bevinden zich winkels aan de noordzijde van de straat.  

## Gebouwen

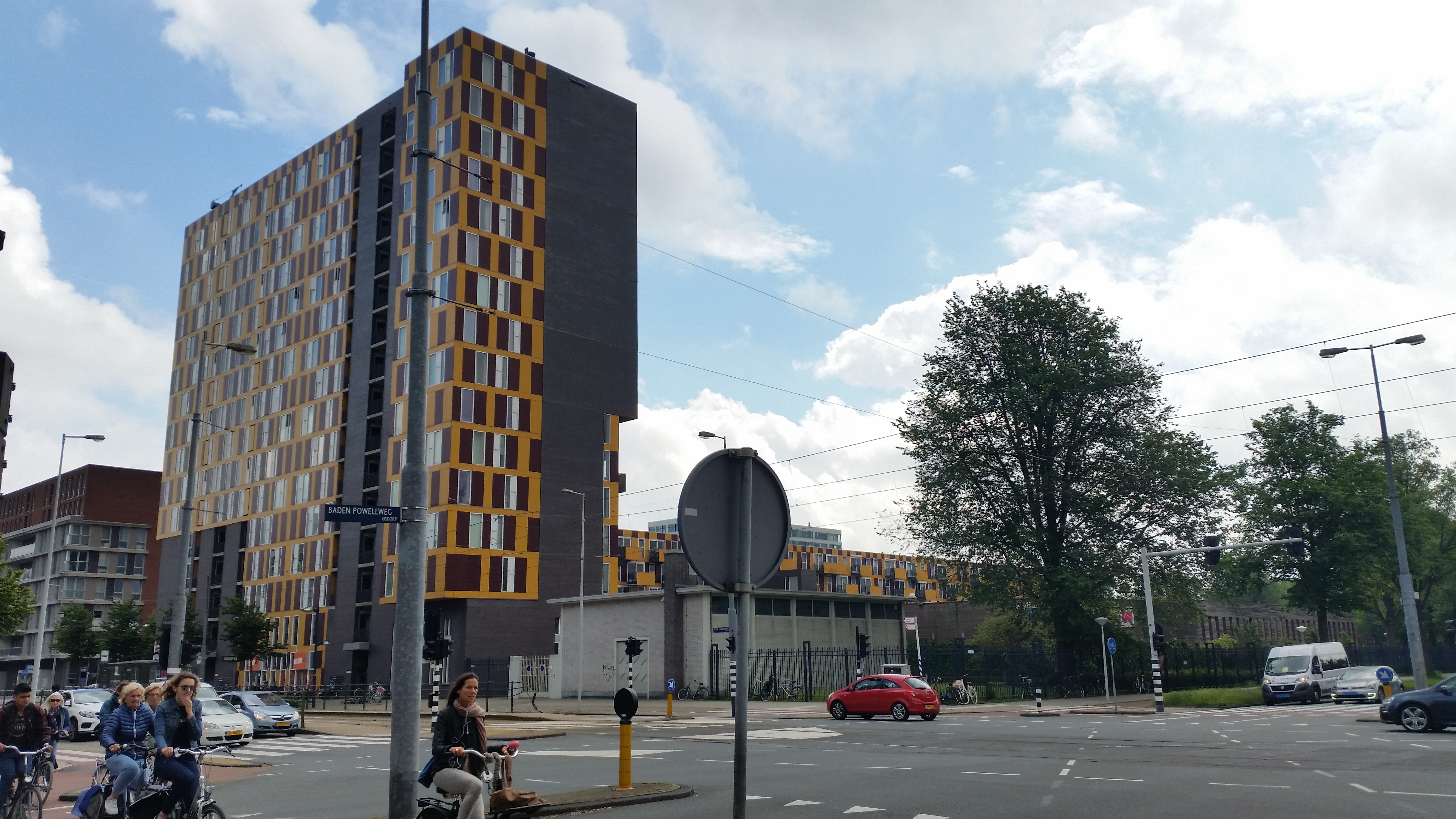
Calandtoren (juni 2019)

De gebouwen in het begin van de laan dateren uit de jaren zestig en staan soms in hofjesachtig vorm (zogenaamde haakse blokken/L-Blokken). Tussen Hoekenes en de Baden Powellaan heeft er begin 21e eeuw een grootscheepse sanering plaatsgevonden, waarbij de oorspronkelijke bebouwing is afgebroken en vervangen door nieuwbouw.

### Calandtoren en Katersteyn
De Calandtoren, bijnaam de Vlaflip, is een appartementencomplex met 84 luxe woningen in een woontoren dat in 2005 werd opgeleverd en in de daaraan voorafgaande jaren gebouwd naar een ontwerp van Peter Defesche van AD205. De plaatselijke woningbouw vereniging Kristal Het Oosten bestelde in verband met de sanering een complex met allerlei type woningen met verschillende grootte, bedrijfsruimten en een parkeergarage. Het gebouw kent gemetselde gevelvlakken en panelen in verschillende kleuren, verspreid over vijftien woonlagen (in de toren). De gekozen kleurcombinatie geel en (bruin)rood leverde het de bijnaam Vlaflip op, een verwijzing naar vlaflip.
Uit dezelfde koker kwam Katersteyn. Het totaal, inclusief de Calandtoren, leverde 164 nieuwe woningen op.

## Kunstwerken

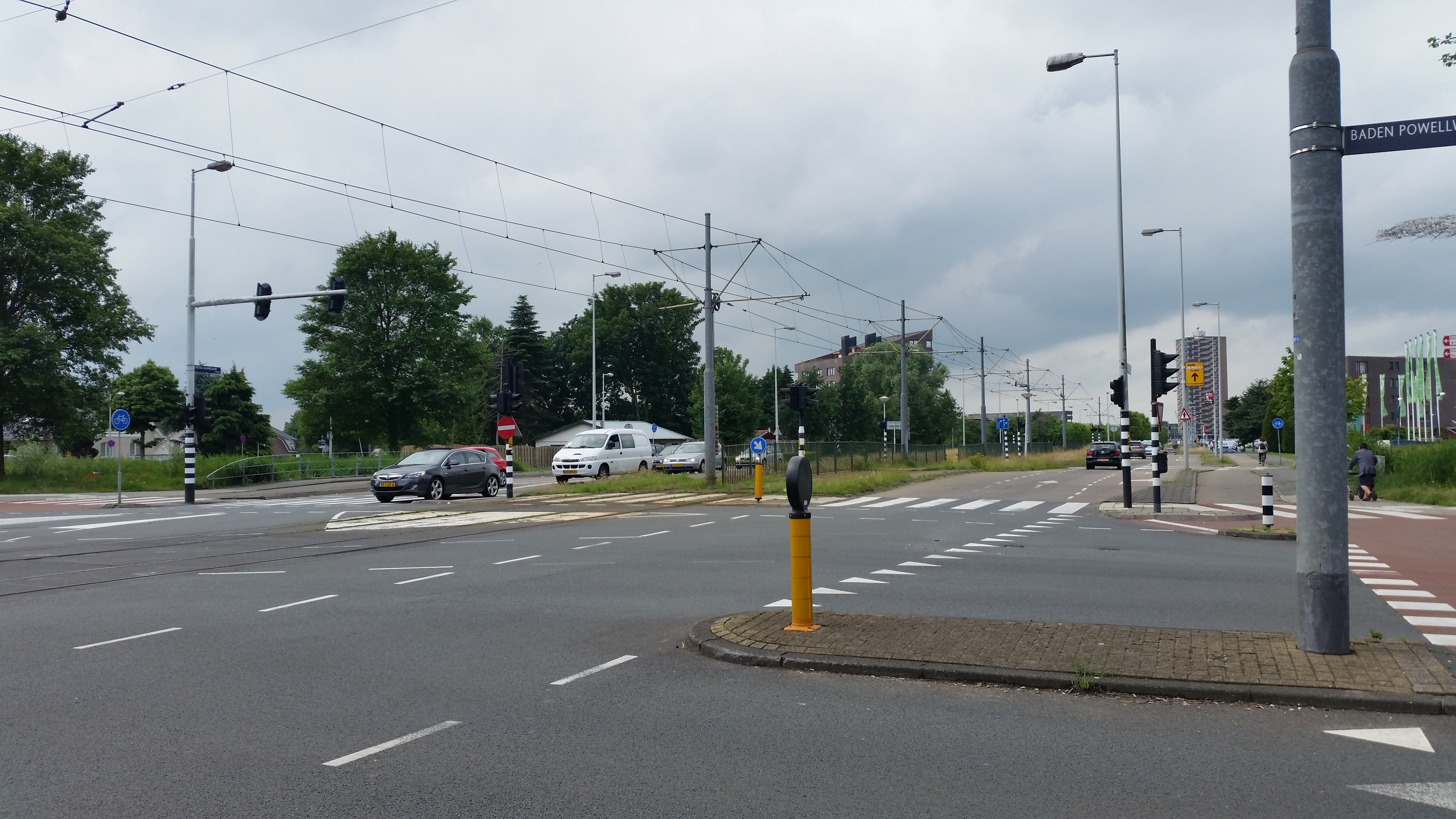
Brug 1886 richting De Aker (juni 2019)

In de Pieter Calandlaan bevinden zich van west naar oost de volgende bouwkundige kunstwerken:
- brug 685
- brug 1654, onderdoorgang Station Amsterdam Lelylaan
- brug 708
- Piet Bakkerbrug (brug 715)
- brug 754
- brug 1886

## In het nieuws
De straat kwam op 10 november 1977 internationaal in het nieuws toen er bij een telefooncel op de Pieter Calandlaan bij de Domela Nieuwenhuizenstraat een schietpartij tussen de RAF-leden Christof Wackernagel en Gert Schneider enerzijds en een aanhoudingsteam van de Amsterdamse politie anderzijds plaats vond.

## Openbaar vervoer
Sinds 1960 rijdt bus 23, sinds 2006 bus 63, door het oostelijk  gedeelte. Sinds 2001 rijdt tramlijn 1 tussen Meer en Vaart en het Ecuplein verder naar de Akersingel naar het eindpunt Matterhorn in De Aker.

## Trivia
Opvallend is dat de huisnummering aan de zuidzijde gaat tot 1377 maar aan de noordzijde oorspronkelijk slechts tot 258 omdat aan de noordzijde zich veel minder adressen bevinden dan aan de zuidzijde. Sinds de verlenging naar het Ecuplein, waarbij alleen adressen aan de noordzijde bestaan, gaat de nummering echter tot 822.

## Afbeeldingen

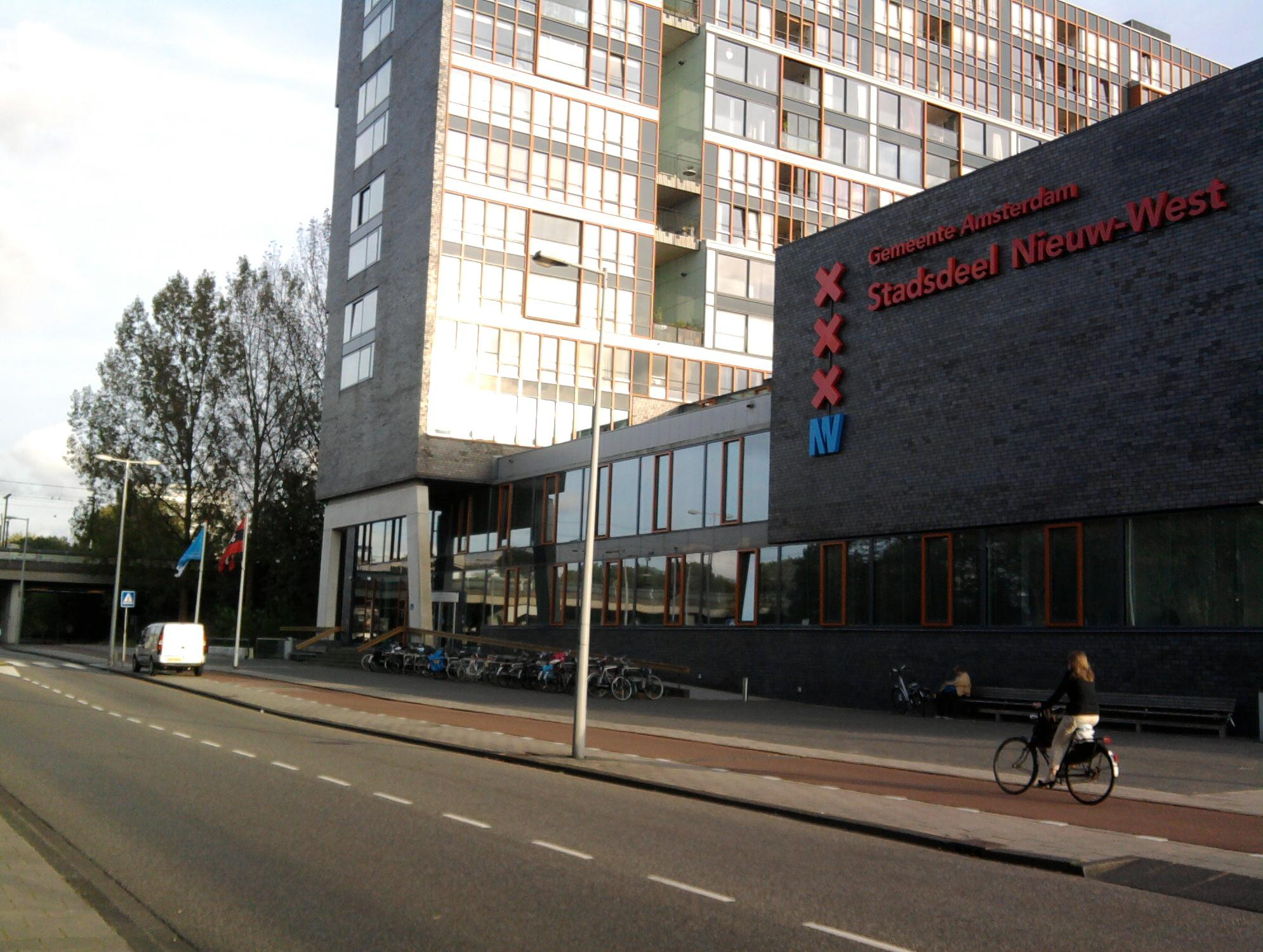
Stadsdeelkantoor
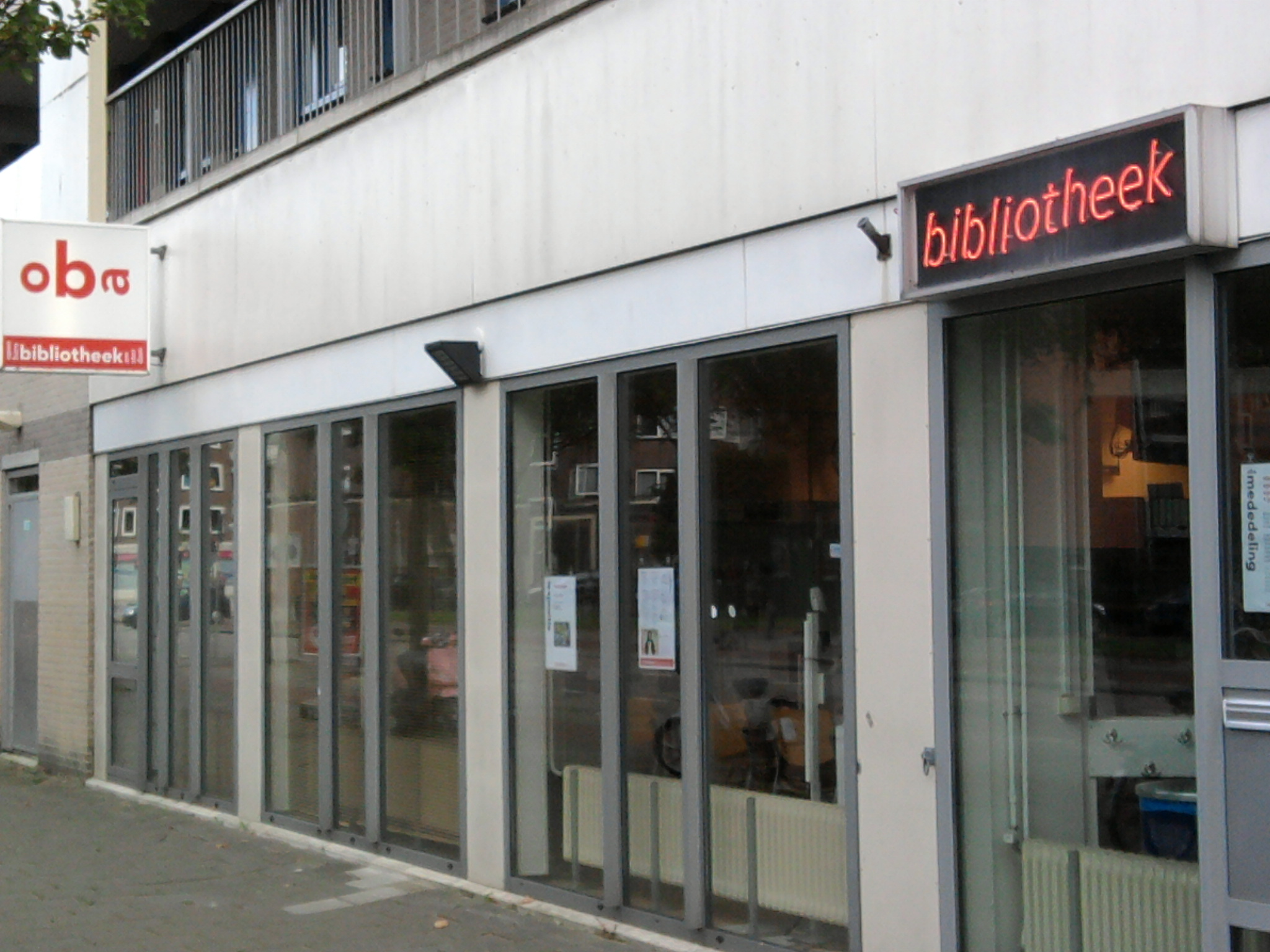
Bibliotheek Slotervaart
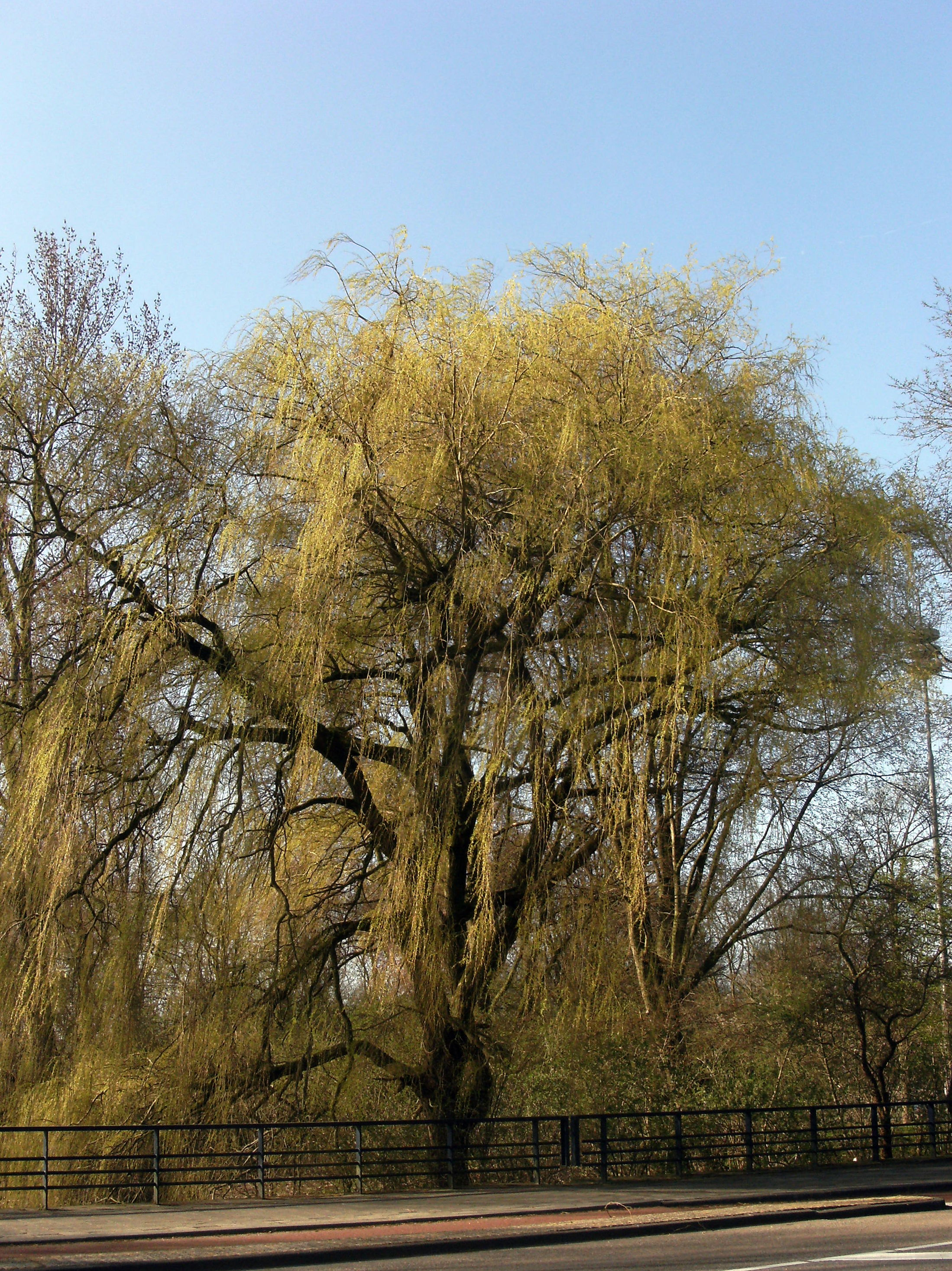
Piet Wiedijkpark
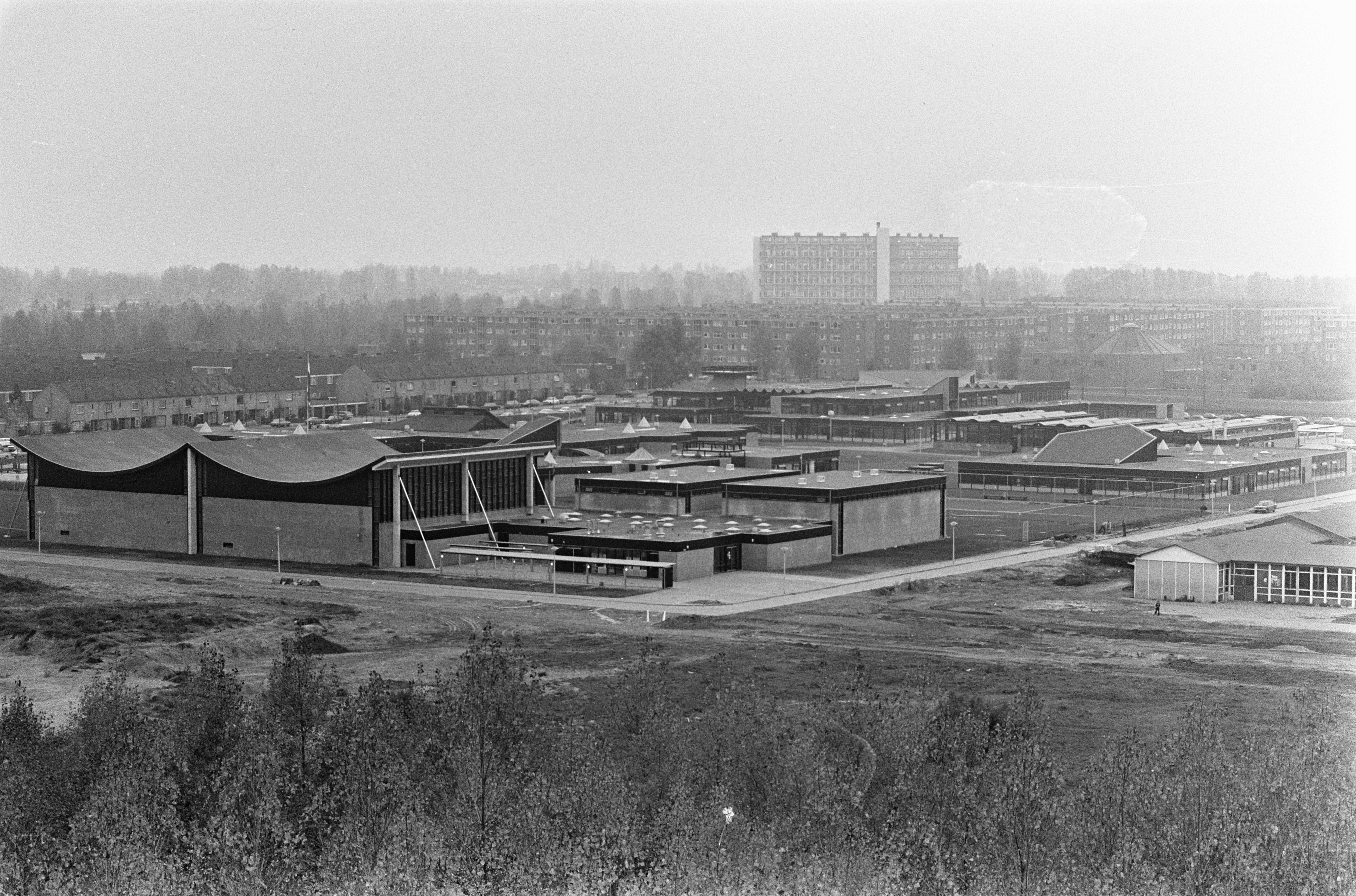
Nieuwbouw OSG in 1976
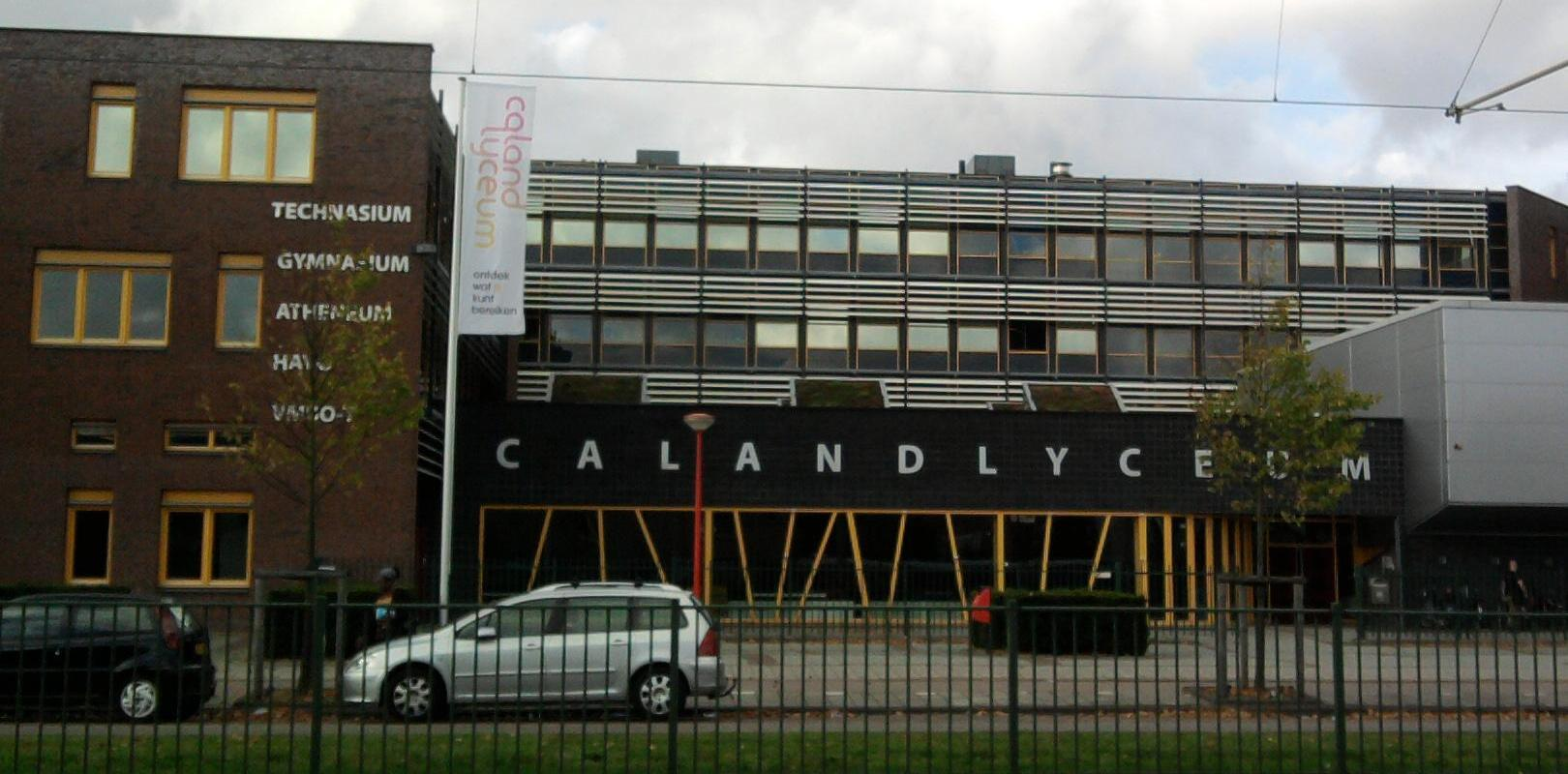
Calandlyceum
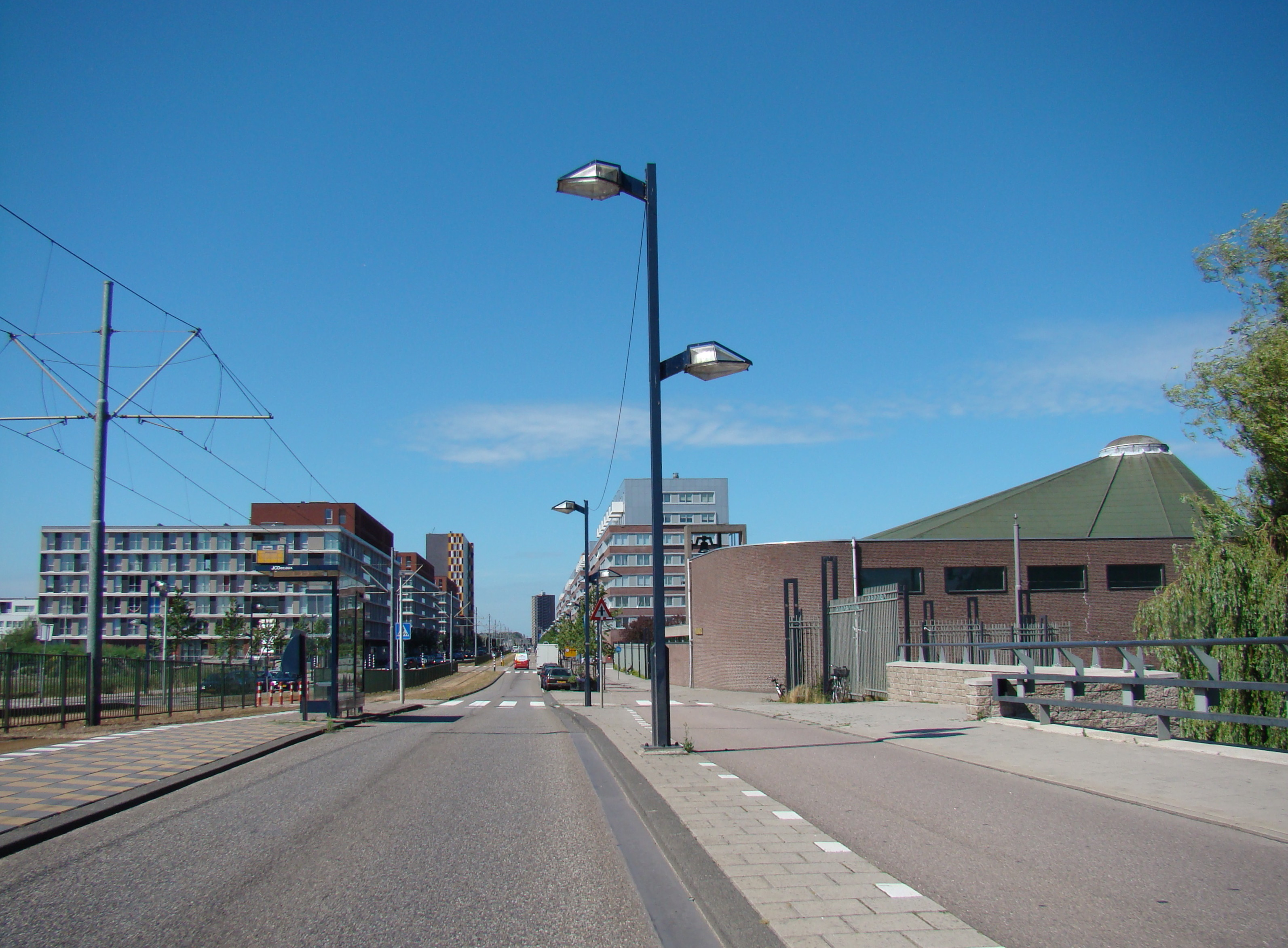
Calandlaan in Osdorp
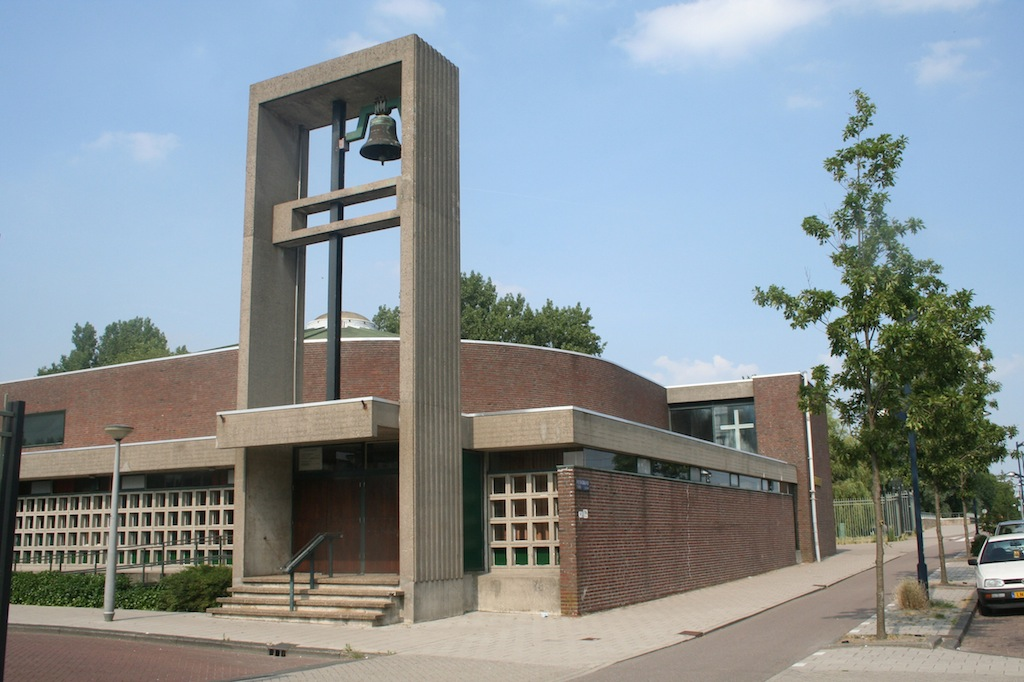
Pauluskerk aan de Calandlaan
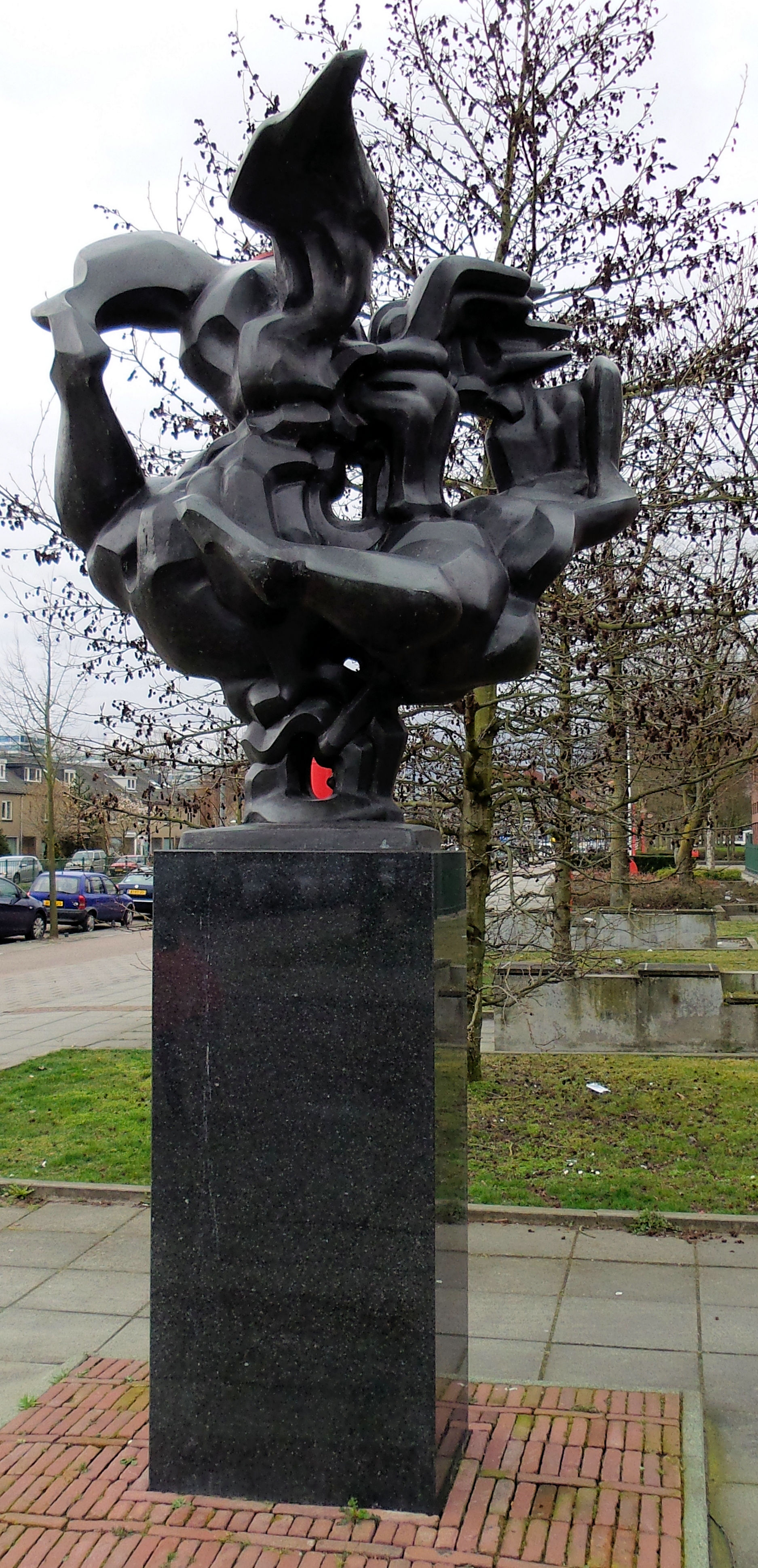
Vliegende vogels van Jannes Limperg uit 1975.
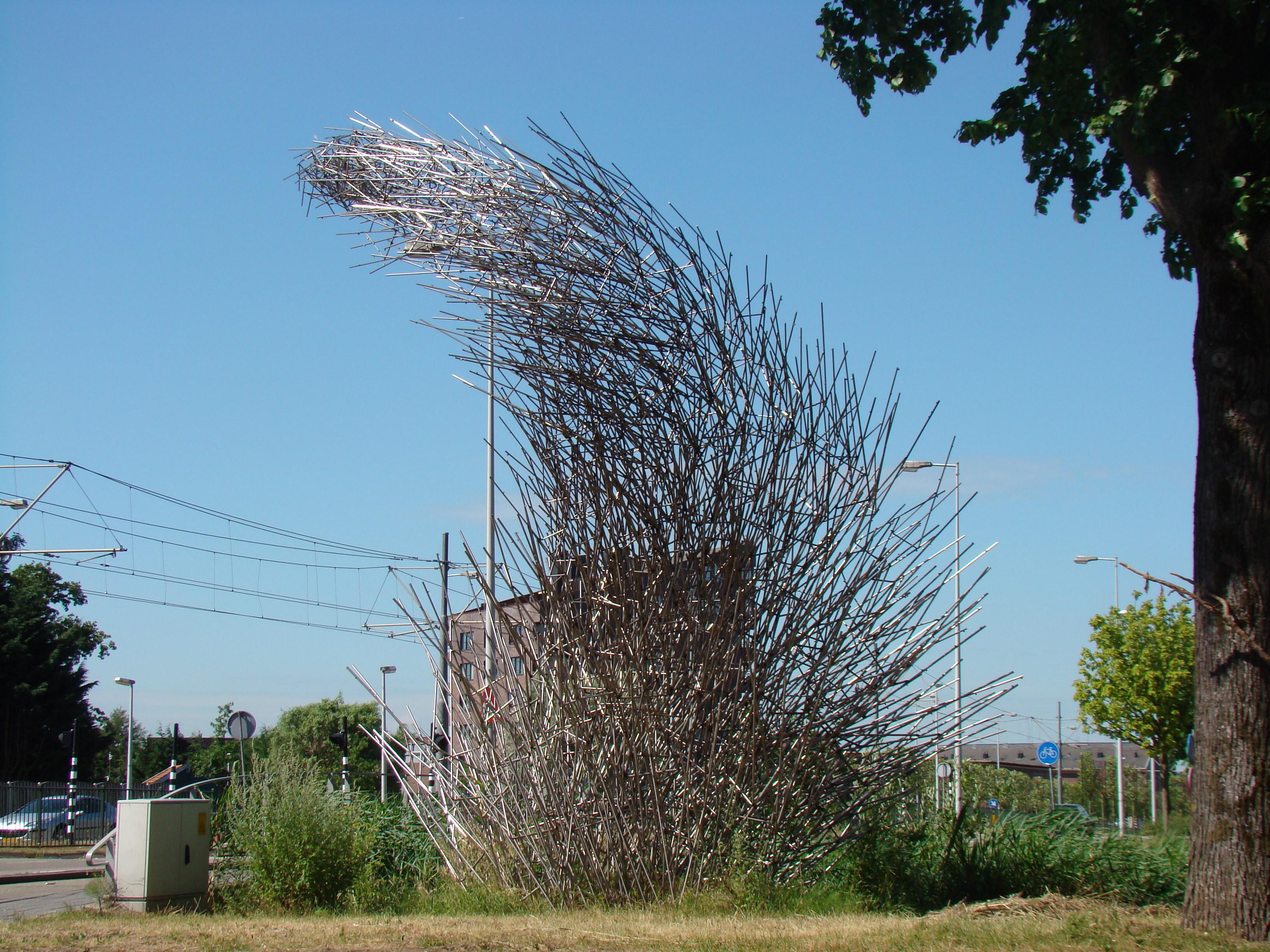
De Zwerm  van Paul Vendel, op de hoek met de Baden Powellweg uit 2006